# Seconde présidence de Sebastián Piñera
Président de la République du Chili
Seconde présidence de Michelle Bachelet Présidence de Gabriel Boric
La seconde présidence de Sebastián Piñera commence officiellement le 11 mars 2018 après l'élection de Sebastián Piñera au poste de président de la République du Chili  le 17 décembre 2017 lors du second tour de l'élection présidentielle de 2017. Elle fait suite à la seconde présidence de Michelle Bachelet. Il s'agit du second mandat de Sebastián Piñera après sa première présidence de 2010 à 2014.
Son investiture a lieu le 11 mars 2018, date à laquelle il succède de nouveau à Michelle Bachelet.
Les ONG de défense de l’environnement reprochent au gouvernement de céder devant les pressions du lobby minier en cherchant à contrecarrer tout projet de loi visant à protéger l'environnement. En 2018, Sebastián Piñera a rejeté une initiative visant à interdire les activités industrielles à proximité des glaciers, ceux-ci étant fortement menacés au Chili
Face aux mobilisations féministes ayant marqué le début de l'année 2018, il lance « L’agenda femme », un groupe de mesures législatives mêlant vision conservatrice (les femmes étant principalement associées au rôle de mères) et libéralisme économique. Celui-ci prévoit de favoriser la parité dans les conseils d’administration des entreprises, ou encore un droit « universel » à une place en crèche pour les salariées ayant un contrat de travail stable, ce qui restreint considérablement la portée de la mesure dans un pays où moins de la moitié des femmes ont accès à une activité rémunérée, et dont 31 % travaillent sans contrat ni protection sociale ou de santé.
À partir de mi-octobre 2019, il est confronté à des manifestations, qui, avec plusieurs dizaines de milliers de participants, sont les plus importantes depuis le retour de la démocratie. Piñera décrète l'état d'urgence et un couvre-feu, alors que les émeutes et pillages font 20 morts,. L'augmentation du prix des tickets de métro (finalement gelée) est l’élément déclencheur des manifestations, dont les causes reposent sur la contestation d'un modèle économique très inégalitaire, notamment dans la distribution des salaires ou dans l'accès à l'éducation et à la santé. Des forces militaires sont déployées dans les principales villes du pays. Le 20 octobre, il déclare que le pays est « en guerre contre un ennemi puissant, implacable, qui ne respecte rien ni personne et qui est prêt à faire usage de la violence et de la délinquance sans aucune limite ». Le 26 octobre, au lendemain d'une manifestation ayant rassemblé plus d'un million de personnes à Santiago, il annonce la levée de l'état d'urgence et du couvre-feu ainsi qu’un remaniement d'ampleur du gouvernement dans la foulée. Ce remaniement a lieu le 28 octobre. Le 5 novembre, alors qu'il est devenu le président le plus impopulaire depuis le retour de la démocratie, il exclut toute démission, arguant que le vote de ses électeurs doit être respecté.
Le taux de popularité du président Piñera tombe à moins de 7 % en janvier 2020.
Le 1er juin 2021, lors de son dernier discours public au Congrès, le président Sebastián Piñera annonce son soutien au mariage homosexuel, déclarant qu'« il est temps de garantir cette liberté pour tous. Le temps du mariage entre personnes de même sexe est venu ». Il annonce ainsi que la procédure d'urgence sera mise en œuvre pour le projet de loi sur le mariage égalitaire présenté pendant le deuxième gouvernement de Michelle Bachelet. Deux jours plus tard, Piñera adresse au Sénat le projet de loi de mariage égalitaire, avec l'indication d'« extrême urgence », ce qui signifie que la chambre haute du Congrès dispose de quinze jours pour examiner le texte,. La décision inattendue de Piñera de soutenir le mariage homosexuel, qui met fin au blocage du texte au Parlement par la coalition de droite et de centre droit Chile Vamos, provoque la surprise au sein de sa majorité et de l'église catholique chilienne. Après un long parcours parlementaire, la loi est votée le 7 décembre 2021 puis signée et promulguée par Sebastián Piñera deux jours plus tard, celui ci déclarant à cette occasion que la « véritable liberté se construit sur la reconnaissance de chacun en tant qu'égaux en dignité et en droits ». Sa publication au Journal officiel intervient le 10 décembre. La loi entre en vigueur 90 jours après cette dernière, soit le 10 mars 2022,.